# Copa Europea de la FIBA 2021-22
La Copa Europea de la FIBA 2021-22 fue la séptima edición de la FIBA Europe Cup una competición europea de baloncesto profesional para clubes 
que es gestionada por FIBA. La competición dio comienzo el 28 de septiembre de 2021 y finalizó el 27 de abril de 2022. 
El Bahçeşehir Koleji se proclamó vencedor y sucede en el palmarés al Ironi Ness Ziona israelí campeón la pasada campaña,que apenas defendió el título pues cayó en la  Fase de Clasificación.
La competición terminó en el Ülker Sports Arena de Estambul en el segundo partido de las Finales, tras el primero disputado en el Unipol Arena de  Bolonia, donde tras la sumatoria de puntos en ambos partidos el Bahçeşehir Koleji ganó por 162 a 143 a la Unahotels Reggio Emilia venciendo además en ambos partidos. 
Este título fue el primer galardón internacional para el equipo turco.

## Equipos participantes
En esta edición participaron un total de 45 equipos, de 24 países y 20 ligas distintas. 
Los equipos caídos en la Fase de Clasificación de la Basketball Champions League 21-22, tienen plaza asegurada en la fase regular, siempre que aceptaran. De los 20 equipos rebotados de la Basketball Champions League 21-22 , finalmente participan 12 en esta FIBA Europe Cup 21-22, mientras que 8 renunciaron, dejando así pues 45 equipos participantes, en lugar de los 53 previstos.
| Fase Regular                       | Fase Regular                    | Fase Regular             | Fase Regular             | Fase Regular        |
| ---------------------------------- | ------------------------------- | ------------------------ | ------------------------ | ------------------- |
| Tsmoki-Minsk (BCL FC B)            | Le Mans (BCL FC D)              | Levski Lukoil (BCL FC D) | Rilski sportist          | Legia Warszawa      |
| Uniclub Casino Juventus (BCL FC C) | Brose Bamberg (BCL FC C)        | Petrolina AEK (BCL FC A) | HAKRO Merlins Crailsheim | CSM CSU Oradea      |
| Fribourg Olympic (BCL FC A)        | Peristeri Vitabiotics (LC FC A) | Salon Vilpas (BCL FC A)  | Ionikos BC               | Avtodor Saratov     |
| Parma-Parimatch (BCL FC D)         | Mornar Bar (BCL FC C)           | Hapoel Eilat (BCL FC D)  | Szolnok                  | Casademont Zaragoza |
| KK Split (BCL FC A)                | ZZ Leiden (BCL FC B)            | Sporting CP (BCL FC C)   | Hapoel Gilboa Galil      | Bahcesehir College  |
| Opava (BCL FC D)                   | Kapfenberg Bulls (BCL FC C)     | London Lions (BCL FC B)  | Unahotels Reggio Emilia  | Kiev-Basket         |
| Bakken Bears (BCL FC B)            | Belfius Mons-Hainaut (BCL FC B) | Telenet Giants Antwerp   | Heroes Den Bosch         |                     |
| Fase de Clasificación              |                                 |                          |                          |                     |
| Swans Gmunden                      | KK Kumanovo                     | Akademik Plovdiv         | Iraklis BC               | CSO Voluntari       |
| GGMT Vienna                        | TFT Skopje                      | Keravnos BC              | Naturtex-SZTE-Szedeák    | Enisey Krasnoyarsk  |
| Hapoel Haifa                       | FC Porto                        | PSD                      | Donar Groningen          | Dnipro              |
| Ironi Ness Ziona                   | SL Benfica                      | medi Bayeruth            | Trefl Sopot              |                     |

## Sistema de competición y calendario
En esta edición la competición consta de 5 fases distintas ; Fase de Clasificación, Fase Regular, Segunda Ronda, cuartos de final, Semifinales y Final.
La Fase de Clasificación contó con 19 equipos que optaban a las 4 plazas para acceder a la Fase Regular y seguir compitiendo. Finalmente, tras la clasificación del Prometey y U-BT Cluj-Napoca a la Fase Regular de la BCL y las renuncias de equipos no clasificados que debían participar en esta competición, se decidió que para la Fase Regular, en vez de 4 de 19, avanzaran 6 de 19, siendo estas 2 últimas plazas otorgadas a los dos mejores perdedores de la Fase de Clasificación.
Las eliminatorias se llevaron a cabo en 4 sedes; Groninga, Sofía, Krasnoyarsk y Pärnu. Constaban de una eliminatoria preliminar, que pasaba al ganador a las semifinales a partido único y una final que daría la plaza, también en un solo partido.
La Fase Regular, compuesta por 32 equipos, divididos en 8 grupos de 4. Estos 32 equipos son resultado de la suma de los 6 ganadores de la Fase de Clasificación y los 26 equipos que entraban directamente en esta fase, 12 procedentes de la BCL 21-22 y 14 clubes los cuales estaban citados para comenzar en esta etapa. Tras jugar en formato de liguilla todos contra todos, a ida y vuelta, avanzarán a la siguiente fase los dos mejores de cada grupo, quedando apeados 16 equipos tras el final de esta ronda.
En la Segunda Ronda se jugará nuevamente en grupos de 4 equipos cada uno, siendo esta vez 4 los grupos. Los 16 equipos que avanzaron de la Fase Regular serán repartidos en los grupos I-L, de la forma que indican las bases de competición. Finalizada esta liguilla, los dos mejores de cada grupo avanzarán a los cuartos de final.
El formato de liguilla desaparecerá en los Cuartos de Final, donde se jugarán cuatro eliminatorias donde pasará quien más puntos sume en el cómputo de los dos partidos, uno en la cancha de cada equipo. 
Las Semifinales enfrentarán nuevamente a los 4 mejores en eliminatorias de dos partidos, cuyo ganador será quien sume más puntos tras los dos juegos.
Para conocer al campeón tendremos que esperar a la Final, donde el sistema será el mismo empleado en cuartos y semifinales.
| Ronda                 | Jornada          | Fechas                                 | Fechas                                 |
| --------------------- | ---------------- | -------------------------------------- | -------------------------------------- |
| Fase de Clasificación | Torneos          | 28 de septiembre- 1 de octubre de 2021 | 28 de septiembre- 1 de octubre de 2021 |
| Fase Regular          | Jornada 1        | 12–13 de octubre de 2021               | 12–13 de octubre de 2021               |
| Fase Regular          | Jornada 2        | 19–20 de octubre de 2021               | 19–20 de octubre de 2021               |
| Fase Regular          | Jornada 3        | 26–27 de octubre de 2021               | 26–27 de octubre de 2021               |
| Fase Regular          | Jornada 4        | 2–4 de noviembre de 2021               | 2–4 de noviembre de 2021               |
| Fase Regular          | Jornada 5        | 9–10 de noviembre de 2021              | 9–10 de noviembre de 2021              |
| Fase Regular          | Jornada 6        | 17 de noviembre de 2021                | 17 de noviembre de 2021                |
| Segunda Ronda         | Jornada 1        | 8 de diciembre de 2021                 | 8 de diciembre de 2021                 |
| Segunda Ronda         | Jornada 2        | 15 de diciembre de 2021                | 15 de diciembre de 2021                |
| Segunda Ronda         | Jornada 3        | 12 de enero de 2022                    | 12 de enero de 2022                    |
| Segunda Ronda         | Jornada 4        | 26 de enero de 2022                    | 26 de enero de 2022                    |
| Segunda Ronda         | Jornada 5        | 2 de febrero de 2022                   | 2 de febrero de 2022                   |
| Segunda Ronda         | Jornada 6        | 9 de febrero de 2022                   | 9 de febrero de 2022                   |
| Cuartos de final      | Cuartos de final | 9 y 10 de marzo de 2022                | 16 de marzo de 2022                    |
| Semifinales           | Semifinales      | 30 de marzo de 2022                    | 6 de abril de 2022                     |
| Finales               | Finales          | 20 de abril de 2022                    | 27 de abril de 2022                    |

## Fase de Clasificación
La Fase de Clasificación se disputó con 4 torneos de sede única, formados por semifinales y final, y en 3 de ellos una única eliminatoria previa, todo obviamente a un único partido.
Los torneos se celebraron en Groninga, Sofía, Krasnoyarsk y Pärnu entre los días 28 de septiembre y 1 de octubre de 2021. Los 19 ya divididos en sus torneos equipos pugnaron por la plaza que cada uno otorgaba a la Fase Regular.

### Torneo A
Se disputó en la ciudad de Groninga, en los Países Bajos. El recinto que acogió el torneo fue el MartiniPlaza con capacidad para 4350 espectadores.
|  | Eliminatoria    | Eliminatoria |                 |    | Semifinal | Semifinal |  |  | FINAL | FINAL |
|  |                 |              |                 |    |           |           |  |  |       |       |
|  | 28 Septiembre   |              |                 |    |           |           |  |  |       |       |
|  |                 |              |                 |    |           |           |  |  |       |       |
|  | KK Kumanovo     | 60           |                 |    |           |           |  |  |       |       |
|  | KK Kumanovo     | 60           | 29 Septiembre   |    |           |           |  |  |       |       |
|  | Swans Gmunden   | 83           |                 |    |           |           |  |  |       |       |
|  | Swans Gmunden   | 83           | Swans Gmunden   | 53 |           |           |  |  |       |       |
|  |                 |              | Swans Gmunden   | 53 |           |           |  |  |       |       |
|  |                 |              | Donar Groningen | 80 |           |           |  |  |       |       |
|  |                 |              | Donar Groningen | 80 |           |           |  |  |       |       |
|  |                 |              | 1 Octubre       |    |           |           |  |  |       |       |
|  |                 |              |                 |    |           |           |  |  |       |       |
|  | Donar Groningen | 73           |                 |    |           |           |  |  |       |       |
|  | Donar Groningen | 73           |                 |    |           |           |  |  |       |       |
|  |                 | SL Benfica   | 81              |    |           |           |  |  |       |       |
|  |                 | SL Benfica   | 81              |    |           |           |  |  |       |       |
|  | 29 Septiembre   |              |                 |    |           |           |  |  |       |       |
|  |                 |              |                 |    |           |           |  |  |       |       |
|  | SL Benfica      | 83           |                 |    |           |           |  |  |       |       |
|  | SL Benfica      | 83           |                 |    |           |           |  |  |       |       |
|  |                 |              | CSO Voluntari   | 77 |           |           |  |  |       |       |
|  |                 |              | CSO Voluntari   | 77 |           |           |  |  |       |       |
|  |                 |              |                 |    |           |           |  |  |       |       |
|  |                 |              |                 |    |           |           |  |  |       |       |
|  |                 |              |                 |    |           |           |  |  |       |       |

### Torneo B
Se disputó en la ciudad de Sofía, en Bulgaria. El recinto que acogió el torneo fue el Triaditza Hall.
|  | Semifinales      | Semifinales |             |    | FINAL | FINAL |
|  |                  |             |             |    |       |       |
|  | 29 Septiembre    |             |             |    |       |       |
|  |                  |             |             |    |       |       |
|  | Dnipro           | 82          |             |    |       |       |
|  | Dnipro           | 82          | 1 Octubre   |    |       |       |
|  | Trefl Sopot      | 88          |             |    |       |       |
|  | Trefl Sopot      | 88          | Trefl Sopot | 72 |       |       |
|  | 29 Septiembre    |             | Trefl Sopot | 72 |       |       |
|  |                  | Iraklis BC  | 74          |    |       |       |
|  | Iraklis BC       | Iraklis BC  | 74          | 95 |       |       |
|  | Iraklis BC       |             |             | 95 |       |       |
|  | Akademik Plovdiv | 75          |             |    |       |       |
|  | Akademik Plovdiv | 75          |             |    |       |       |

### Torneo C
Se disputó en la ciudad de Krasnoyarsk, en Rusia. El recinto que acogió el torneo fue el Arena Sever con capacidad para 4100 espectadores.
|  | Eliminatoria          | Eliminatoria |                       |    | Semifinales | Semifinales |  |  | FINAL | FINAL |
|  |                       |              |                       |    |             |             |  |  |       |       |
|  |                       |              |                       |    |             |             |  |  |       |       |
|  |                       |              |                       |    |             |             |  |  |       |       |
|  |                       |              |                       |    |             |             |  |  |       |       |
|  | 29 Septiembre         |              |                       |    |             |             |  |  |       |       |
|  |                       |              |                       |    |             |             |  |  |       |       |
|  | medi Bayeruth         | 84           |                       |    |             |             |  |  |       |       |
|  | medi Bayeruth         | 84           | 28 Septiembre         |    |             |             |  |  |       |       |
|  |                       |              | Naturtex-SZTE-Szedeák | 77 |             |             |  |  |       |       |
|  | TFT Skopje            | 76           | Naturtex-SZTE-Szedeák | 77 |             |             |  |  |       |       |
|  | TFT Skopje            | 76           | 1 Octubre             |    |             |             |  |  |       |       |
|  | Naturtex-SZTE-Szedeák | 92           |                       |    |             |             |  |  |       |       |
|  | Naturtex-SZTE-Szedeák | 92           | medi Bayeruth         | 80 |             |             |  |  |       |       |
|  |                       |              | medi Bayeruth         | 80 |             |             |  |  |       |       |
|  |                       | Hapoel Haifa | 75                    |    |             |             |  |  |       |       |
|  |                       | Hapoel Haifa | 75                    |    |             |             |  |  |       |       |
|  | 29 Septiembre         |              |                       |    |             |             |  |  |       |       |
|  |                       |              |                       |    |             |             |  |  |       |       |
|  | Enisey Krasnoyarsk    | 80           |                       |    |             |             |  |  |       |       |
|  | Enisey Krasnoyarsk    | 80           |                       |    |             |             |  |  |       |       |
|  |                       |              | Hapoel Haifa          | 85 |             |             |  |  |       |       |
|  |                       |              | Hapoel Haifa          | 85 |             |             |  |  |       |       |
|  |                       |              |                       |    |             |             |  |  |       |       |
|  |                       |              |                       |    |             |             |  |  |       |       |
|  |                       |              |                       |    |             |             |  |  |       |       |

### Torneo D
Se disputó en la ciudad de Pärnu, en Estonia. El recinto que acogió el torneo fue el Pärnu Sports Hall con capacidad para 1820 espectadores.
|  | Eliminatoria     | Eliminatoria |                  |    | Semifinales | Semifinales |  |  | FINAL | FINAL |
|  |                  |              |                  |    |             |             |  |  |       |       |
|  |                  |              |                  |    |             |             |  |  |       |       |
|  |                  |              |                  |    |             |             |  |  |       |       |
|  |                  |              |                  |    |             |             |  |  |       |       |
|  | 29 Septiembre    |              |                  |    |             |             |  |  |       |       |
|  |                  |              |                  |    |             |             |  |  |       |       |
|  | Ironi Ness Ziona | 86           |                  |    |             |             |  |  |       |       |
|  | Ironi Ness Ziona | 86           | 28 Septiembre    |    |             |             |  |  |       |       |
|  |                  |              | PSD              | 82 |             |             |  |  |       |       |
|  | GGMT Vienna      | 67           | PSD              | 82 |             |             |  |  |       |       |
|  | GGMT Vienna      | 67           | 1 Octubre        |    |             |             |  |  |       |       |
|  | PSD              | 72           |                  |    |             |             |  |  |       |       |
|  | PSD              | 72           | Ironi Ness Ziona | 70 |             |             |  |  |       |       |
|  |                  |              | Ironi Ness Ziona | 70 |             |             |  |  |       |       |
|  |                  | FC Porto     | 79               |    |             |             |  |  |       |       |
|  |                  | FC Porto     | 79               |    |             |             |  |  |       |       |
|  | 29 Septiembre    |              |                  |    |             |             |  |  |       |       |
|  |                  |              |                  |    |             |             |  |  |       |       |
|  | Keravnos BC      | 58           |                  |    |             |             |  |  |       |       |
|  | Keravnos BC      | 58           |                  |    |             |             |  |  |       |       |
|  |                  |              | FC Porto         | 70 |             |             |  |  |       |       |
|  |                  |              | FC Porto         | 70 |             |             |  |  |       |       |
|  |                  |              |                  |    |             |             |  |  |       |       |
|  |                  |              |                  |    |             |             |  |  |       |       |
|  |                  |              |                  |    |             |             |  |  |       |       |

### Clasificados
| Torneo        | Club Clasificado |
| ------------- | ---------------- |
| A Groninga    | SL Benfica       |
| B Sofía       | Iraklis BC       |
| C Krasnoyarsk | medi Bayeruth    |
| D Pärnu       | FC Porto         |

Finalmente, tras la clasificación del Prometey y U-BT Cluj-Napoca a la Fase Regular de la BCL  y las renuncias de equipos no clasificados que debían participar en esta competición, se decidió que para la Fase Regular, en vez de 4 de 19, avanzaran 6 de 19, siendo estas 2 últimas plazas otorgadas a los dos mejores perdedores de la Fase de Clasificación.
| Pos | Equipo           | PF  | PC  | PD  |
| --- | ---------------- | --- | --- | --- |
| 1   | Donar Groningen  | 153 | 134 | +19 |
| 2   | Trefl Sopot      | 160 | 156 | +4  |
| 3   | Hapoel Haifa     | 160 | 160 | 0   |
| 4   | Ironi Ness Ziona | 156 | 161 | -5  |

## Fase Regular
La Fase Regular estuvo compuesta por 32 equipos, divididos en 8 grupos de 4. Estos 32 equipos son resultado de la suma de los 6 ganadores de la Fase de Clasificación y los 26 equipos que entraban directamente en esta fase, 12 procedentes de la BCL 21-22 y 14 clubes los cuales estaban citados para comenzar en esta etapa. Tras jugar en formato de liguilla todos contra todos, a ida y vuelta, avanzaron a la siguiente fase los 2 mejores de cada grupo, quedando apeados 16 equipos tras el final de esta ronda. Su fecha de comienzo fue el 12 de octubre, mientras que la de su conclusión, el 17 de noviembre de 2021.

### Grupo A
| Pos. | Equipo           | PJ | G | P | PF  | PC  | DP  | Pts | Clasificación             |  | BAYR   | LOND   | DONAR | KAPF  |
| ---- | ---------------- | -- | - | - | --- | --- | --- | --- | ------------------------- |  | ------ | ------ | ----- | ----- |
| 1    | medi Bayeruth    | 6  | 5 | 1 | 516 | 443 | +73 | 11  | Acceso a la Segunda Ronda |  | —      | 97–78  | 84–61 | 83–79 |
| 2    | London Lions     | 6  | 5 | 1 | 501 | 444 | +57 | 11  | Acceso a la Segunda Ronda |  | 91–81  | —      | 85–67 | 68–58 |
| 3    | Donar Groningen  | 6  | 2 | 4 | 426 | 463 | −37 | 8   | Eliminados                |  | 64–71  | 60–79  | —     | 85–59 |
| 4    | Kapfenberg Bulls | 6  | 0 | 6 | 432 | 525 | −93 | 6   | Eliminados                |  | 70–100 | 81–100 | 85–89 | —     |

 Fuente: 

### Grupo B
| Pos. | Equipo          | PJ | G | P | PF  | PC  | DP  | Pts | Clasificación             |  | KBS   | SOPOT | ELIAT | RIL   |
| ---- | --------------- | -- | - | - | --- | --- | --- | --- | ------------------------- |  | ----- | ----- | ----- | ----- |
| 1    | Kyiv-Basket     | 6  | 4 | 2 | 447 | 440 | +7  | 10  | Acceso a la Segunda Ronda |  | —     | 69–68 | 62–71 | 84–62 |
| 2    | Trefl Sopot     | 6  | 3 | 3 | 481 | 451 | +30 | 9   | Acceso a la Segunda Ronda |  | 65–66 | —     | 85–88 | 90–81 |
| 3    | Hapoel Eilat    | 6  | 3 | 3 | 497 | 494 | +3  | 9   | Eliminados                |  | 78–86 | 83–89 | —     | 83–86 |
| 4    | Rilski sportist | 6  | 2 | 4 | 475 | 515 | −40 | 8   | Eliminados                |  | 96–80 | 64–84 | 86–94 | —     |

 Fuente: 

### Grupo C
| Pos. | Equipo           | PJ | G | P | PF  | PC  | DP  | Pts | Clasificación             |  | SLB   | PARMA | HER   | OPAV   |
| ---- | ---------------- | -- | - | - | --- | --- | --- | --- | ------------------------- |  | ----- | ----- | ----- | ------ |
| 1    | SL Benfica       | 6  | 5 | 1 | 511 | 485 | +26 | 11  | Acceso a la Segunda Ronda |  | —     | 83–69 | 73–78 | 86–84  |
| 2    | Parma-Parimatch  | 6  | 4 | 2 | 505 | 449 | +56 | 10  | Acceso a la Segunda Ronda |  | 89–92 | —     | 67–52 | 106–84 |
| 3    | Heroes Den Bosch | 6  | 2 | 4 | 440 | 480 | −40 | 8   | Eliminados                |  | 76–78 | 75–92 | —     | 87–82  |
| 4    | Opava            | 6  | 1 | 5 | 490 | 532 | −42 | 7   | Eliminados                |  | 89–88 | 63–82 | 88–72 | —      |

 Fuente: 

### Grupo D
| Pos. | Equipo                  | PJ | G | P | PF  | PC  | DP   | Pts | Clasificación             |  | SARA   | REG   | ZARA   | GIL    |
| ---- | ----------------------- | -- | - | - | --- | --- | ---- | --- | ------------------------- |  | ------ | ----- | ------ | ------ |
| 1    | Avtodor Saratov         | 6  | 5 | 1 | 562 | 463 | +99  | 11  | Acceso a la Segunda Ronda |  | —      | 91–84 | 100–80 | 102–62 |
| 2    | Unahotels Reggio Emilia | 6  | 4 | 2 | 497 | 457 | +40  | 10  | Acceso a la Segunda Ronda |  | 80–77  | —     | 76–67  | 93–70  |
| 3    | Casademont Zaragoza     | 6  | 2 | 4 | 484 | 515 | −31  | 8   | Eliminados                |  | 86–92  | 82–77 | —      | 78–80  |
| 4    | Hapoel Gilboa Galil     | 6  | 1 | 5 | 443 | 551 | −108 | 7   | Eliminados                |  | 71–100 | 70–87 | 90–91  | —      |

 Fuente: 

### Grupo E
| Pos. | Equipo             | PJ | G | P | PF  | PC  | DP  | Pts | Clasificación             |  | BKSK  | ZZLEI | MORN  | IRA   |
| ---- | ------------------ | -- | - | - | --- | --- | --- | --- | ------------------------- |  | ----- | ----- | ----- | ----- |
| 1    | Bahcesehir College | 6  | 6 | 0 | 483 | 413 | +70 | 12  | Acceso a la Segunda Ronda |  | —     | 84–61 | 75–68 | 86–66 |
| 2    | ZZ Leiden          | 6  | 3 | 3 | 445 | 469 | −24 | 9   | Acceso a la Segunda Ronda |  | 69–79 | —     | 78–73 | 71–63 |
| 3    | Mornar Bar         | 6  | 2 | 4 | 484 | 470 | +14 | 8   | Eliminados                |  | 86–95 | 87–74 | —     | 88–65 |
| 4    | Iraklis BC         | 6  | 1 | 5 | 423 | 483 | −60 | 7   | Eliminados                |  | 63–64 | 83–92 | 83–82 | —     |

 Fuente: 

### Grupo F
| Pos. | Equipo                 | PJ | G | P | PF  | PC  | DP  | Pts | Clasificación             |  | SPOR  | TGA   | ION   | MONS  |
| ---- | ---------------------- | -- | - | - | --- | --- | --- | --- | ------------------------- |  | ----- | ----- | ----- | ----- |
| 1    | Sporting CP            | 6  | 4 | 2 | 468 | 413 | +55 | 10  | Acceso a la Segunda Ronda |  | —     | 77–53 | 87–54 | 75–65 |
| 2    | Telenet Giants Antwerp | 6  | 3 | 3 | 471 | 472 | −1  | 9   | Acceso a la Segunda Ronda |  | 80–75 | —     | 87–90 | 77–63 |
| 3    | Ionikos BC             | 6  | 3 | 3 | 470 | 497 | −27 | 9   | Eliminados                |  | 93–79 | 81–92 | —     | 74–77 |
| 4    | Belfius Mons-Hainaut   | 6  | 2 | 4 | 434 | 461 | −27 | 8   | Eliminados                |  | 68–75 | 86–82 | 75–78 | —     |

 Fuente: 

### Grupo G
| Pos. | Equipo                   | PJ | G | P | PF  | PC  | DP  | Pts | Clasificación             |  | CRAIL | BAKK  | PERI  | MINS   |
| ---- | ------------------------ | -- | - | - | --- | --- | --- | --- | ------------------------- |  | ----- | ----- | ----- | ------ |
| 1    | HAKRO Merlins Crailsheim | 6  | 4 | 2 | 494 | 438 | +56 | 10  | Acceso a la Segunda Ronda |  | —     | 77–86 | 78–55 | 77–81  |
| 2    | Bakken Bears             | 6  | 4 | 2 | 524 | 501 | +23 | 10  | Acceso a la Segunda Ronda |  | 78–91 | —     | 83–75 | 101–93 |
| 3    | Peristeri Vitabiotics    | 6  | 2 | 4 | 446 | 477 | −31 | 8   | Eliminados                |  | 66–76 | 85–83 | —     | 80–70  |
| 4    | Tsmoki-Minsk             | 6  | 2 | 4 | 483 | 531 | −48 | 8   | Eliminados                |  | 72–95 | 80–93 | 87–85 | —      |

 Fuente: 

### Grupo H
| Pos. | Equipo         | PJ | G | P | PF  | PC  | DP  | Pts | Clasificación             |  | LEGIA | ORA   | FCP   | SZO   |
| ---- | -------------- | -- | - | - | --- | --- | --- | --- | ------------------------- |  | ----- | ----- | ----- | ----- |
| 1    | Legia Warszawa | 6  | 6 | 0 | 462 | 410 | +52 | 12  | Acceso a la Segunda Ronda |  | —     | 75–68 | 71–61 | 83–66 |
| 2    | CSM CSU Oradea | 6  | 3 | 3 | 417 | 412 | +5  | 9   | Acceso a la Segunda Ronda |  | 66–76 | —     | 67–58 | 78–70 |
| 3    | FC Porto       | 6  | 2 | 4 | 415 | 432 | −17 | 8   | Eliminados                |  | 81–82 | 75–63 | —     | 76–68 |
| 4    | Szolnok        | 6  | 1 | 5 | 411 | 451 | −40 | 7   | Eliminados                |  | 68–75 | 58–75 | 81–64 | —     |

 Fuente: 

## Segunda Ronda
Los 16 supervivientes de la Fase Regular disputaron la Segunda Ronda entre el 8 de diciembre de 2021 y el 18 de febrero de 2022. En esta etapa de la competición aparecieron los grupos I,J,K y L, compuestos por 4 equipos cada uno, donde se jugó una liguilla a ida y vuelta en 6 jornadas. Una vez finalizada esta segunda fase, avanzaron a los Cuartos de final los 8 mejores, terminando pues, su aventura los terceros y cuartos de los 4 grupos.

### Grupo I
| Pos. | Equipo          | PJ | G | P | PF  | PC  | DP  | Pts | Clasificación                 |  | ZZLEI | LEGIA | PARMA | BAYR  |
| ---- | --------------- | -- | - | - | --- | --- | --- | --- | ----------------------------- |  | ----- | ----- | ----- | ----- |
| 1    | ZZ Leiden       | 6  | 5 | 1 | 512 | 489 | +23 | 11  | Acceso a los Cuartos de final |  | —     | 78–90 | 79–75 | 98–93 |
| 2    | Legia Warszawa  | 6  | 4 | 2 | 472 | 437 | +35 | 10  | Acceso a los Cuartos de final |  | 59–77 | —     | 70–72 | 80–55 |
| 3    | Parma-Parimatch | 6  | 3 | 3 | 485 | 481 | +4  | 9   | Eliminados                    |  | 88–91 | 67–78 | —     | 92–78 |
| 4    | medi Bayeruth   | 6  | 0 | 6 | 483 | 545 | −62 | 6   | Eliminados                    |  | 84–89 | 88–95 | 85–91 | —     |

 Fuente: 

### Grupo J
Debido a la falta de vuelos comerciales días antes del conflicto en Ucrania y por ya no haber más tiempo en el calendario el partido correspondiente a la J5 Unahotels Reggio Emilia vs KBS, que ya había sido aplazado anteriormente por motivos de Covid-19 no se disputó, dando el partido por ganado 20-0 a favor del equipo italiano por el Juez Único de Competición.
| Pos. | Equipo                   | PJ | G | P | PF  | PC  | DP  | Pts | Clasificación                 |  | REG    | CRAIL | TGA   | KBS   |
| ---- | ------------------------ | -- | - | - | --- | --- | --- | --- | ----------------------------- |  | ------ | ----- | ----- | ----- |
| 1    | Unahotels Reggio Emilia  | 6  | 5 | 1 | 408 | 402 | +6  | 11  | Acceso a los Cuartos de final |  | —      | 79–70 | 86–72 | 20–0  |
| 2    | HAKRO Merlins Crailsheim | 6  | 3 | 3 | 473 | 453 | +20 | 9   | Acceso a los Cuartos de final |  | 80–84  | —     | 91–86 | 82–62 |
| 3    | Telenet Giants Antwerp   | 6  | 2 | 4 | 493 | 475 | +18 | 8   | Eliminados                    |  | 101–59 | 69–79 | —     | 83–70 |
| 4    | Kiev-Basket              | 6  | 2 | 4 | 374 | 418 | −44 | 8   | Eliminados                    |  | 79–80  | 73–71 | 90–82 | —     |

 Fuente: 

### Grupo K
| Pos. | Equipo         | PJ | G | P | PF  | PC  | DP  | Pts | Clasificación                 |  | ORA   | SPOR  | SLB   | SOPOT |
| ---- | -------------- | -- | - | - | --- | --- | --- | --- | ----------------------------- |  | ----- | ----- | ----- | ----- |
| 1    | CSM CSU Oradea | 6  | 5 | 1 | 443 | 420 | +23 | 11  | Acceso a los Cuartos de final |  | —     | 72–55 | 68–56 | 80–65 |
| 2    | Sporting CP    | 6  | 4 | 2 | 452 | 426 | +26 | 10  | Acceso a los Cuartos de final |  | 77–83 | —     | 89–72 | 76–63 |
| 3    | SL Benfica     | 6  | 2 | 4 | 429 | 432 | −3  | 8   | Eliminados                    |  | 94–57 | 64–72 | —     | 67–79 |
| 4    | Trefl Sopot    | 6  | 1 | 5 | 419 | 465 | −46 | 7   | Eliminados                    |  | 73–83 | 72–83 | 67–76 | —     |

 Fuente: 

### Grupo L
Debido al conflicto en Ucrania la FIBA suspendió a los equipos rusos y árbitros de sus competiciones. A tenor de esta decisión el Avtodor Saratov pese a quedar primero de grupo, no podrá acceder a los Cuartos de final. 
De cara a la siguiente ronda el Bahcesehir College pasa como primer clasificado, en lugar de su segundo puesto y los daneses del Bakken Bears que estaban eliminados tras finalizar terceros, siguen en competición accediendo a Cuartos de final como segundos de este grupo L.
| Pos. | Equipo              | PJ | G | P | PF  | PC  | DP  | Pts | Clasificación                 |  | SARA   | BKSK  | BAKK   | LOND   |
| ---- | ------------------- | -- | - | - | --- | --- | --- | --- | ----------------------------- |  | ------ | ----- | ------ | ------ |
| 1    | Avtodor Saratov (D) | 6  | 5 | 1 | 556 | 499 | +57 | 11  | Descalificado                 |  | —      | 75–70 | 102–79 | 84–81  |
| 2    | Bahcesehir College  | 6  | 5 | 1 | 526 | 474 | +52 | 11  | Acceso a los Cuartos de final |  | 97–95  | —     | 90–76  | 107–82 |
| 3    | Bakken Bears        | 6  | 1 | 5 | 505 | 536 | −31 | 7   | Acceso a los Cuartos de final |  | 95–96  | 85–86 | —      | 95–80  |
| 4    | London Lions        | 6  | 1 | 5 | 463 | 541 | −78 | 7   | Eliminado                     |  | 77–104 | 61–76 | 82–75  | —      |

 Fuente: 

## Cuadro Final
|  | Cuartos de Final         | Cuartos de Final        | Cuartos de Final | Cuartos de Final |                         |    | Semifinales | Semifinales | Semifinales | Semifinales |  |  | FINALES | FINALES | FINALES | FINALES |
|  |                          |                         |                  |                  |                         |    |             |             |             |             |  |  |         |         |         |         |
|  |                          |                         |                  |                  |                         |    |             |             |             |             |  |  |         |         |         |         |
|  |                          |                         |                  |                  |                         |    |             |             |             |             |  |  |         |         |         |         |
|  | Bahcesehir College       | 73                      | 66               | 139              |                         |    |             |             |             |             |  |  |         |         |         |         |
|  | Bahcesehir College       | 73                      | 66               | 139              |                         |    |             |             |             |             |  |  |         |         |         |         |
|  | Sporting CP              | 70                      | 54               | 124              |                         |    |             |             |             |             |  |  |         |         |         |         |
|  | Sporting CP              | 70                      | 54               | 124              | Bahcesehir College      | 77 | 90          | 167         |             |             |  |  |         |         |         |         |
|  |                          |                         |                  |                  | Bahcesehir College      | 77 | 90          | 167         |             |             |  |  |         |         |         |         |
|  |                          | ZZ Leiden               | 71               | 82               | 153                     |    |             |             |             |             |  |  |         |         |         |         |
|  | ZZ Leiden                | ZZ Leiden               | 71               | 82               | 153                     | 68 | 85          | 153         |             |             |  |  |         |         |         |         |
|  | ZZ Leiden                |                         |                  |                  |                         | 68 | 85          | 153         |             |             |  |  |         |         |         |         |
|  | HAKRO Merlins Crailsheim | 71                      | 77               | 148              |                         |    |             |             |             |             |  |  |         |         |         |         |
|  | HAKRO Merlins Crailsheim | 71                      | 77               | 148              | Bahcesehir College      | 72 | 90          | 162         |             |             |  |  |         |         |         |         |
|  |                          |                         |                  |                  | Bahcesehir College      | 72 | 90          | 162         |             |             |  |  |         |         |         |         |
|  |                          | Unahotels Reggio Emilia | 69               | 74               | 143                     |    |             |             |             |             |  |  |         |         |         |         |
|  | Unahotels Reggio Emilia  | Unahotels Reggio Emilia | 69               | 74               | 143                     | 71 | 80          | 151         |             |             |  |  |         |         |         |         |
|  | Unahotels Reggio Emilia  |                         |                  |                  |                         | 71 | 80          | 151         |             |             |  |  |         |         |         |         |
|  | Legia Warszawa           | 68                      | 75               | 143              |                         |    |             |             |             |             |  |  |         |         |         |         |
|  | Legia Warszawa           | 68                      | 75               | 143              | Unahotels Reggio Emilia | 72 | 92          | 164         |             |             |  |  |         |         |         |         |
|  |                          |                         |                  |                  | Unahotels Reggio Emilia | 72 | 92          | 164         |             |             |  |  |         |         |         |         |
|  |                          | Bakken Bears            | 74               | 72               | 146                     |    |             |             |             |             |  |  |         |         |         |         |
|  | CSM CSU Oradea           | Bakken Bears            | 74               | 72               | 146                     | 82 | 61          | 143         |             |             |  |  |         |         |         |         |
|  | CSM CSU Oradea           |                         |                  |                  |                         | 82 | 61          | 143         |             |             |  |  |         |         |         |         |
|  | Bakken Bears             | 84                      | 70               | 154              |                         |    |             |             |             |             |  |  |         |         |         |         |
|  | Bakken Bears             | 84                      | 70               | 154              |                         |    |             |             |             |             |  |  |         |         |         |         |

## Cuartos de final
Tras la finalización de la Segunda Ronda, comenzaron los cuartos de final donde los ocho equipos clasificados de la fase anterior jugaron una eliminatoria a doble partido, siendo proclamado ganador el equipo que más puntos sumase en el conjunto de los dos partidos. Los cuatro vencedores seguieron soñando con ganar la Copa Europea de la FIBA 21-22 al tener acceso a las Semifinales. Los emparejamientos, así como el orden de localía, lo determinaron las posiciones finales de la anterior ronda, premiando con la localía del segundo partido de la serie al mejor equipo que trae mejor clasificación. Los partidos de ida se celebraron tres de ellos el 9 de marzo y otro el 10 del mismo mes, mientras que las 4 vueltas y por tanto, el día donde conocimos a los cuatro semifinalistas fue el miércoles 16 de marzo de 2022.

Debido al conflicto en Ucrania la FIBA suspendió a los equipos rusos y árbitros de sus competiciones. A tenor de esta decisión el Avtodor Saratov pese a quedar primero de su grupo, no pudo acceder a los cuartos de final. 
De cara a esta ronda el Bahcesehir College pasa como primer clasificado, en lugar de su segundo puesto y los daneses del Bakken Bears que estaban eliminados tras finalizar terceros, siguen en competición accediendo a estos cuartos de final como segundos de por parte del Grupo L.
| Equipo 1                | Agr.    | Equipo 2                 | Ida   | Vuelta |
| ----------------------- | ------- | ------------------------ | ----- | ------ |
| ZZ Leiden               | 153-148 | HAKRO Merlins Crailsheim | 68-71 | 85-77  |
| Bahcesehir College      | 139-124 | Sporting CP              | 73-70 | 66-54  |
| Unahotels Reggio Emilia | 151-143 | Legia Warszawa           | 71-68 | 80-75  |
| CSM CSU Oradea          | 143-154 | Bakken Bears             | 82-84 | 61-70  |

### ZZ Leidenvs.HAKRO Merlins Crailsheim
| 9 de marzo de 2022- 19:00 (CET) Partido de Ida | HAKRO Merlins Crailsheim                         | 71–68 (Series: 71-68) | ZZ Leiden                                                              | Ilshofen                                                                          |  |
|                                                | Parciales: 11-15, 23-22, 16-15, 21-16            |                       |                                                                        |                                                                                   |  |
|                                                | Estadísticas Shorts 14 Lewis 7 Shorts 4 Lewis 18 | Pts Reb Asts Val      | Estadísticas 15 Mikalauskas 11 Midtgaard 4 Tubutis, de Jong 14 Tubutis | Pabellón: Arena Hohenlohe Árbitros: Tanel SUSLOV Blaz ZUPANCIC Ventsislav VELIKOV |  |

| 16 de marzo de 2022- 19:30 (CET) Partido de Vuelta | ZZ Leiden                                                         | 85–77 (Series: 153-148) | HAKRO Merlins Crailsheim                                  | Leiden                                                                                 |  |
|                                                    | Parciales: 23-24, 30-25, 19-11, 13-17                             |                         |                                                           |                                                                                        |  |
|                                                    | Estadísticas Bouwknecht 23 Tubutis 13 Mikalauskas 5 Bouwknecht 24 | Pts Reb Asts Val        | Estadísticas 18 Harris 11 Bleck 5 Shorts, Harris 22 Bleck | Pabellón: Vijf Meihal Árbitros: Gintaras VITKAUSKAS Vladimir JEVTOVIC Valerio GRIGIONI |  |

| Pasa a las Semifinales ZZ Leiden |

### Bahcesehir Collegevs.Sporting CP
| 10 de marzo de 2022- 20:30 (WET) Partido de Ida | Sporting CP                                             | 70–73 (Series: 70-73) | Bahcesehir College                                | Lisboa                                                                                            |  |
|                                                 | Parciales: 12-17, 22-22, 15-18, 21-16                   |                       |                                                   |                                                                                                   |  |
|                                                 | Estadísticas Williams 25 Williams 9 Downs 5 Williams 23 | Pts Reb Asts Val      | Estadísticas 18 Dekker 7 Dekker 7 Smith 22 Dekker | Pabellón: Pavilhão João Rocha Árbitros: Petros PAPAPETROU Alexandre DEMAN Beniamino Manuel ATTARD |  |

| 16 de marzo de 2022- 20:00 (TRT) Partido de Vuelta | Bahcesehir College                              | 66–54 (Series: 139-124) | Sporting CP                                                     | Estambul                                                                                       |  |
|                                                    | Parciales: 15-19, 13-20, 13-7, 25-8             |                         |                                                                 |                                                                                                |  |
|                                                    | Estadísticas Smith 16 Dekker 7 Smith 6 Smith 19 | Pts Reb Asts Val        | Estadísticas 10 Omlid, Tuoyo 5 Omlid, Patton 8 Ventura 16 Omlid | Pabellón: Ülker Sports and Event Hall Árbitros: Marius CIULIN Marko VUCKOVIC Gintaras MACIULIS |  |

| Pasa a las Semifinales Bahcesehir College |

### Unahotels Reggio Emiliavs.Legia Warszawa
| 9 de marzo de 2022- 18:15 (CET) Partido de Ida | Legia Warszawa                                          | 68–71 (Series: 68-71) | Unahotels Reggio Emilia                                     | Varsovia                                                                  |  |
|                                                | Parciales: 23-16, 10-19, 20-20, 15-16                   |                       |                                                             |                                                                           |  |
|                                                | Estadísticas Cowels 19 Johnson Jr 7 Koszarek 8 Kulka 18 | Pts Reb Asts Val      | Estadísticas 13 Hopkins 10 Hopkins 14 Cinciarini 18 Hopkins | Pabellón: Bemowo Árbitros: Andris AUNKROGERS Franko GRACIN Valentin OLIOT |  |

| 16 de marzo de 2022- 20:30 (CET) Partido de Vuelta | Unahotels Reggio Emilia                                                    | 80–75 (Series: 151-143) | Legia Warszawa                                                                                | Bolonia                                                                   |  |
|                                                    | Parciales: 21-17, 16-16, 19-18, 12- 20 (T.E.: 12-4)                        |                         |                                                                                               |                                                                           |  |
|                                                    | Estadísticas Cinciarini 19 Hopkins, Johnson 10 Cinciarini 14 Cinciarini 24 | Pts Reb Asts Val        | Estadísticas 23 Johnson Jr 8 Škifić 3 Johnson Jr, Cowels, Abdur-Rahkman, Škifić 19 Johnson Jr | Pabellón: Unipol Arena Árbitros: Petr HRUSA Goran SLJIVIC Zdravko RUTESIC |  |

| Pasa a las Semifinales Unahotels Reggio Emilia |

### CSM CSU Oradeavs.Bakken Bears
| 9 de marzo de 2022- 18:30 (CET) Partido de Ida | Bakken Bears                                                          | 84–82 (Series: 84-82) | CSM CSU Oradea                                                   | Risskov                                                                              |  |
|                                                | Parciales: 20-22, 17-22, 34-18, 13-20                                 |                       |                                                                  |                                                                                      |  |
|                                                | Estadísticas Harris 27 Taylor 6 Taylor, Ogungbemi-Jackson 3 Harris 31 | Pts Reb Asts Val      | Estadísticas 16 Bičkauskis 9 Gavrilović 5 Marković 16 Bičkauskis | Pabellón: Vejlby-Risskov Hallen Árbitros: Igor MITROVSKI Mehmet SAHIN Josip JURCEVIC |  |

| 16 de marzo de 2022- 19:00 (EET) Partido de Vuelta | CSM CSU Oradea                                  | 61–70 (Series: 143-154) | Bakken Bears                                        | Oradea                                                                      |  |
|                                                    | Parciales: 19-23, 15-15, 15-14, 12-18           |                         |                                                     |                                                                             |  |
|                                                    | Estadísticas Richard 13 Ogden 7 Holt 6 Green 12 | Pts Reb Asts Val        | Estadísticas 23 Harris 10 Taylor 3 Ongwae 18 Harris | Pabellón: Arena Antonio Alexe Árbitros: Ivor MATEJEK Can MAVISU Sinisa PRPA |  |

| Pasa a las Semifinales Bakken Bears |

## Semifinales
Los cuatro equipos supervivientes de la competición llegaron a este penúltimo paso, las  Semifinales. Atendiendo al cuadro previsto se definieron los emparejamientos, donde como en la anterior ronda, se jugaron un partido en cada campo y para llegar a la Finales, no se tuvo en cuenta las victorias en los dos partidos  disputados, sino la sumatoria total de puntos entre esos dos juegos. Las idas se jugaron el 30 de marzo y las vueltas el 6 de abril de 2022.
| Equipo 1                | Agr.    | Equipo 2     | Ida   | Vuelta |
| ----------------------- | ------- | ------------ | ----- | ------ |
| Unahotels Reggio Emilia | 164-146 | Bakken Bears | 72-74 | 92-72  |
| Bahcesehir College      | 167-153 | ZZ Leiden    | 77-71 | 90-82  |

### Unahotels Reggio Emiliavs.Bakken Bears
| 30 de marzo de 2022- 18:30 (CEST) Partido de Ida | Bakken Bears                                                                      | 74–72 (Series: 74-72) | Unahotels Reggio Emilia                                         | Risskov                                                                                       |  |
|                                                  | Parciales: 18-17, 30-24, 16-15, 10-16                                             |                       |                                                                 |                                                                                               |  |
|                                                  | Estadísticas Diouf 19 Evans, Taylor 7 Harris, Ogungbemi-Jackson, Jukić 4 Diouf 17 | Pts Reb Asts Val      | Estadísticas 19 Johnson 13 Strautiņš 16 Cinciarini 23 Strautiņš | Pabellón: Vejlby-Risskov Hallen Árbitros: Thomas BISSUEL Ventsislav VELIKOV Vladimir JEVTOVIC |  |

| 6 de abril de 2022- 20:30 (CEST) Partido de Vuelta | Unahotels Reggio Emilia                                        | 92–72 (Series: 164-146) | Bakken Bears                                                   | Bolonia                                                                          |  |
|                                                    | Parciales: 31-10, 24-27, 22-19, 15-16                          |                         |                                                                |                                                                                  |  |
|                                                    | Estadísticas Johnson 16 Johnson 11 Cinciarini 18 Cinciarini 28 | Pts Reb Asts Val        | Estadísticas 15 Taylor 13 Taylor 5 Ogungbemi-Jackson 25 Taylor | Pabellón: Unipol Arena Árbitros: Gvidas GEDVILAS Dariusz ZAPOLSKI Marek KUKELCIK |  |

| Pasa a las Finales Unahotels Reggio Emilia |

### Bahcesehir CollegevsZZ Leiden
| 30 de marzo de 2022- 19:30 (CEST) Partido de Ida | ZZ Leiden                                                           | 71–77 (Series: 71-77) | Bahcesehir College                                                | Leiden                                                                       |  |
|                                                  | Parciales: 19-16, 19-17, 20-18, 13-26                               |                       |                                                                   |                                                                              |  |
|                                                  | Estadísticas Dunn 17 Midtgaard 8 de Jong, Bouwknecht 5 Midtgaard 16 | Pts Reb Asts Val      | Estadísticas 16 Savaş 6 Savaş, Yılmaz 3 Özmızrak, Baygül 22 Savaş | Pabellón: Vijf Meihal Árbitros: Ivor MATEJEK Francisco ARAÑA Carsten STRAUBE |  |

| 6 de abril de 2022 - 20:00 (TRT) Partido de Vuelta | Bahcesehir College                                    | 90–82 (Series: 167-153) | ZZ Leiden                                                  | Estambul                                                                                 |  |
|                                                    | Parciales: 25-19, 21-19, 26-19, 18-25                 |                         |                                                            |                                                                                          |  |
|                                                    | Estadísticas Özmızrak 24 Solomon 8 Hall 6 Özmızrak 26 | Pts Reb Asts Val        | Estadísticas 21 Dunn 6 Midtgaard 10 de Jong 17 Mikalauskas | Pabellón: Ülker Sports and Event Hall Árbitros: Michal PROC Geert JACOBS Zdravko RUTESIC |  |

| Pasa a las Finales Bahcesehir College |

## Finales
Tras un largo camino Bahcesehir College y Unahotels Reggio Emilia  llegaron a la última parada. 
Tras dos decisivos partidos conocimos al flamante campeón de la FIBA Europe Cup 2021-22, el Bahcesehir College turco. 
La ida de las Finales se jugó el 20 de abril en terreno italiano y la vuelta en cancha turca el 27 de abril de 2022. En el Ülker Sports Arena de Estambul se celebró el último partido de la competición, así como se procedió con el protocolo para condecorar al subcampeón y coronar al campeón, además del hito de un nuevo récord de espectadores en un partido de las finales de la  competición con 13.485 asistentes.
| Sedes de las Finales | Sedes de las Finales | Sedes de las Finales      |                           |
| Bolonia              | Bolonia              | Estambul                  | Estambul                  |
| -------------------- | -------------------- | ------------------------- | ------------------------- |
| Unipol Arena 10,000  | Unipol Arena 10,000  | Ülker Sports Arena 13,059 | Ülker Sports Arena 13,059 |
|                      |                      |                           |                           |

| Equipo 1           | Agr.    | Equipo 2                | Ida   | Vuelta |
| ------------------ | ------- | ----------------------- | ----- | ------ |
| Bahcesehir College | 162-143 | Unahotels Reggio Emilia | 72-69 | 90-74  |

| 20 de abril de 2022- 20:30 (CEST) Partido de Ida | Unahotels Reggio Emilia                                                    | 69–72 (Series: 69-72) | Bahcesehir College                              | Bolonia |  |
|                                                  | Parciales: 18-19, 16-21, 13-23, 22-9                                       |                       |                                                 | |  |
|                                                  | Estadísticas Cinciarini 20 Hopkins, Strautiņš 8 Cinciarini 9 Cinciarini 21 | Pts Reb Asts Val      | Estadísticas 12 Jones 6 Dekker 6 Hall 14 Dekker | Pabellón: Unipol Arena Asistencia: 3516 espectadores Árbitros: Fernando CALATRAVA Nicolas MAESTRE Carsten STRAUBE |  |

| 27 de abril de 2022 - 20:00 (TRT) Partido de Vuelta | Bahcesehir College                                                      | 90–74 (Series: 162-143) | Unahotels Reggio Emilia                                                        | Estambul |  |
|                                                     | Parciales: 30-16, 13-21, 21-19, 26-18                                   |                         |                                                                                | |  |
|                                                     | Estadísticas Smith 17 Dekker 5 Smith, Özmızrak 4 Smith, Black, Jones 15 | Pts Reb Asts Val        | Estadísticas 19 Thompson Jr., Strautiņš 11 Strautiņš 9 Cinciarini 22 Strautiņš | Pabellón: Ülker Sports and Event Hall Asistencia: 13485 espectadores Árbitros: Luis CASTILLO Oskars LUCIS Wojciech LISZKA |  |

| Campeón FEC 2021-22          |
| ---------------------------- |
| Bahçeşehir Koleji 1er título |

## Distinciones individuales
MVP de las Finales
| Jugador     | Club               | Puntos | Rebotes | Asistencias | Valoración |
| ----------- | ------------------ | ------ | ------- | ----------- | ---------- |
| Jamar Smith | Bahcesehir College | 14.2   | 3.4     | 4.7         | 13         |

Jugador de las Semifinales
| Jugador           | Club                    | Puntos | Rebotes | Asistencias | Valoración |
| ----------------- | ----------------------- | ------ | ------- | ----------- | ---------- |
| Andrea Cinciarini | Unahotels Reggio Emilia | 12.5   | 3.5     | 17          | 24.5       |

Jugador de la Jornada Cuartos de Final
| Jornada | Jugador                              | Club                              |
| ------- | ------------------------------------ | --------------------------------- |
| Ida     | Marvelle Harris                      | Bakken Bears                      |
| Vuelta  | Andrea Cinciarini Maarten Bouwknecht | Unahotels Reggio Emilia ZZ Leiden |

Jugador de la Jornada Segunda Ronda
| Jornada | Jugador           | Club                   |
| ------- | ----------------- | ---------------------- |
| 1       | Asbjørn Midtgaard | ZZ Leiden              |
| 2       | Worthy de Jong    | ZZ Leiden              |
| 3       | Einaras Tubutis   | ZZ Leiden              |
| 4       | Travante Williams | Sporting CP            |
| 5       | Marquis Teague    | London Lions           |
| 6       | Markel Brown      | Telenet Giants Antwerp |

Jugador de la Jornada Fase Regular
| Jornada | Jugador                          | Club                           |
| ------- | -------------------------------- | ------------------------------ |
| 1       | Mike Carlson                     | Heroes Den Bosch               |
| 2       | Martynas Sajus Asbjørn Midtgaard | medi Bayeruth ZZ Leiden        |
| 3       | Cameron Wells                    | medi Bayeruth                  |
| 4       | Travante Williams Charlon Kloof  | Sporting CP FC Porto           |
| 5       | Eugene German Dino Radončić      | Ionikos BC Casademont Zaragoza |
| 6       | Nikos Chougkaz                   | Ionikos BC                     |

Líderes estadísticos tras las Finales
| Apartado estadístico | Media por partido | Jugador                                                      | Club                                        |
| -------------------- | ----------------- | ------------------------------------------------------------ | ------------------------------------------- |
| Valoración           | 17.4 16.4         | Asbjørn Midtgaard (16 partidos) Isaiah Reese (11 partidos)   | ZZ Leiden London Lions                      |
| Puntos               | 15.1 18.4         | Jamar Smith (18 partidos) T. J. Shorts (14 partidos)         | Bahcesehir College HAKRO Merlins Crailsheim |
| Rebotes              | 9.1               | Travis Taylor (16 partidos)                                  | Bakken Bears                                |
| Asistencias          | 12.4              | Andrea Cinciarini (16 partidos)                              | Unahotels Reggio Emilia                     |
| Recuperaciones       | 1.8 2.3           | Worthy de Jong (16 partidos) Travante Williams (14 partidos) | ZZ Leiden Sporting CP                       |
| Tapones              | 2.3 3             | Josh Sharma (14 partidos) Reggie Lynch (8 partidos)          | Trefl Sopot Iraklis BC                      |

Líderes estadísticos tras la Segunda Ronda
| Apartado estadístico | Media por partido | Jugador                                                    | Club                                  |
| -------------------- | ----------------- | ---------------------------------------------------------- | ------------------------------------- |
| Valoración           | 19.3              | T. J. Shorts (12 partidos) Isaiah Reese (11 partidos)      | HAKRO Merlins Crailsheim London Lions |
| Puntos               | 18.4              | T. J. Shorts (12 partidos)                                 | HAKRO Merlins Crailsheim              |
| Rebotes              | 9.1               | Travis Taylor (11 partidos)                                | Bakken Bears                          |
| Asistencias          | 8.1               | Andrea Cinciarini (10 partidos)                            | Unahotels Reggio Emilia               |
| Recuperaciones       | 2.3               | Travante Williams (12 partidos) Isaiah Reese (11 partidos) | Sporting CP London Lions              |
| Tapones              | 2.3               | Josh Sharma (14 partidos)                                  | Trefl Sopot                           |

Líderes estadísticos de la Fase Regular
| Apartado estadístico | Media por partido | Jugador                        | Club                |
| -------------------- | ----------------- | ------------------------------ | ------------------- |
| Valoración           | 21.5              | Martynas Sajus (6 partidos)    | medi Bayeruth       |
| Puntos               | 22.5              | Eugene German (6 partidos)     | Ionikos BC          |
| Rebotes              | 9                 | Mattias Markusson (6 partidos) | Opava               |
| Asistencias          | 7.5               | Radovan Kouřil (6 partidos)    | Opava               |
| Recuperaciones       | 2.8               | Tanner Omlid (5 partidos)      | Sporting CP         |
| Tapones              | 2.5               | Tryggvi Hlinason (6 partidos)  | Casademont Zaragoza |